# Rudolf-Kellermann-Preis
Der Rudolf-Kellermann-Preis für Technikgeschichte ist ein 1967 von Rudolf Kellermann zur Förderung der Technikgeschichte gestifteter Wissenschaftspreis, welcher letztmals im Jahr 2002 verliehen wurde.

## Geschichte
Sechs Jahre vor seinem Tod stiftete der Unternehmer Kellermann 1967 diesen Preis. Er war mit DM 3.000 dotiert und wurde bis 2002 von der Gliederung „VDI Beruf und Gesellschaft“ für die beste deutschsprachige, Diplom- und Magisterarbeit, Dissertation, Habilitationsschrift oder anderen wissenschaftliche Arbeit des jeweils abgelaufenen Jahres aus dem Gebiet der Technikgeschichte vergeben.

## Preisträger
- 1968: Wilfried Seibicke, TECHNIK. Versuch einer Geschichte der Wortfamilie um τέχνη in Deutschland vom 16. Jh. bis etwa 1830
- 1971: Ivo Schneider, Der Proportionalzirkel – ein Analogrecheninstrument der Vergangenheit
- 1974: Evelyn Kroker, Die Weltausstellungen im 19. Jahrhundert: Industrieller Leistungsnachweis, Konkurrenzverhalten und Kommunikationsfunktion unter Berücksichtigung der Montanindustrie des Ruhrgebietes zwischen 1851 und 1880
- 1975: Lothar Suhling, Der Seigerhüttenprozess, die Technologie des Kupferseigerns nach dem frühen metallurgischen Schrifttum
- 1976: Rainer Stahlschmidt, Quellen und Fragestellungen einer deutschen Technikgeschichte des frühen 20. Jahrhunderts bis 1945
- 1977: Lars U. Scholl, Ingenieure in der Frühindustrialisierung: staatliche und private Techniker.
- 1982: Ulrich Wengenroth, Unternehmensstrategien und technischer Fortschritt. Die deutsche und britische Stahlindustrie 1865–1895
- 1985: Volker Schmidtchen
- 1988: Hartwig Paulsen, Die Entwicklung der Konstruktion im Maschinenbau im Spiegel technischer Zeitschriften, 1917–1937
- 1991 (Preis für 1990): Helmut Maier, Erwin Marx (1893–1980), Ingenieurwissenschaftler in Braunschweig, und die Forschung und Entwicklung auf dem Gebiet der elektrischen Energieübertragung auf weite Entfernungen zwischen 1918 und 1950
- 1992 (Preis für 1991): Klaus-Dieter Herbst, Zur Entwicklung des Meridiankreises 1700–1850 unter Berücksichtigung des Wechselverhältnisses zwischen Astronomie, Astro-Technik und Technik
- 1993 (Preis für 1992): Matthias Heymann: Verfehlte Hoffnungen und verpasste Chancen. Die Geschichte der Windenergienutzung 1890–1990 // Marcus Popplow: Von der machina zur Maschine? Zur Verwendung von lat. machina im Mittelalter und in der Frühen Neuzeit.
- 1994 (Preis für 1993): Hans-Liudger Dienel: Industrie und Hochschule. Wechselwirkungen zwischen industrieller Kältetechnik und technischer Thermodynamik in Deutschland und den Vereinigten Staaten, 1890–1930.
- 1995 (Preis für 1994): David Gugerli: Redeströme und Elektrifizierung. Versuch einer methodischen Rechtfertigung.
- 1996 (Preis für 1995): Traude Löbert: Die Oberrheinkorrektion in Baden. Zur Umweltgeschichte des 19. Jahrhunderts // Olav Vollstedt: Maschinen für das Land. Agrartechnik und produzierendes Gewerbe Schleswig-Holsteins im Umbruch 1800–1867.
- 1997 (Preis für 1996): Ruth Stanley: Rüstungsmodernisierung durch Wissenschaftsmigration? Deutsche Rüstungsfachleute in Argentinien und Brasilien 1947–1963.
- 1998 (Preis für 1997): Luitgard Marshall, Im Schatten der chemischen Synthese: Industrielle Biotechnologie in Deutschland (1900–1970).
- 1999 (Preis für 1998): Michael Friedewald: Der Computer als Werkzeug und Medium: Die geistigen und technischen Wurzeln des Personal Computers (= Aachener Beiträge zur Wissenschafts- und Technikgeschichte des 20. Jahrhunderts, Band 3). GNT Verlag für Geschichte der Naturwissenschaft und der Technik, Berlin / Diepholz 1999, ISBN 3-928186-47-7 (Dissertation Technische Hochschule Aachen 1999, 497 Seiten mit Illustrationen, 21 cm).
- 2000 (Preis für 1999): Nicht verliehen
- 2001 (Preis für 2000): Christoph Maria Merki, Der holprige Siegeszug des Automobils 1895–1930. Zur Motorisierung des Straßenverkehrs in Frankreich, Deutschland und der Schweiz
- 2002 (Preis für 2001): Thomas Kreft, Das mittelalterliche Eisengewerbe im Herzogtum Berg und in der südlichen Grafschaft Mark